# Bienal B

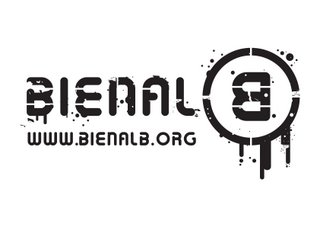
Logotipo da Bienal B

A Bienal B foi uma mostra independente de arte, realizada em Porto Alegre, no Brasil,  paralelamente à Bienal do Mercosul. O projeto realizou edições em 2007, 2009 e 2010, e deixou uma marca significativa no circuito artístico da cidade, recebendo apoio de muitas instituições e espaços culturais e reunindo grande número de artistas. A segunda edição foi contemplada com o Prêmio Açorianos.

## Edições
A 1ª edição foi organizada em 2007 por um coletivo de artistas locais, paralelamente à 6ª Bienal do Mercosul, buscando ampliar o campo artístico e integrar o sistema de artes com o público. Outro motivo para sua criação foi dar visibilidade aos artistas locais, que não tiveram nenhuma representação nesta edição da Bienal do Mercosul. Contudo, não houve uma intenção de fazer uma oposição à Bienal do Mercosul, nem de romper com o sistema de artes, mas sim de enriquecê-lo. Segundo a divulgação oficial, 
"A Bienal B pretende apenas ser um mecanismo de movimentação artística a endossar a atmosfera artística que uma Bienal do Mercosul propicia, promovendo a ampliação das articulações entre arte e sistema das artes e o público. [...] Estamos nos colocando ao lado e não em contraponto à Bienal do Mercosul, que já tem destaque no cenário artístico do país. Para isso, devemos refletir nossos papéis e nossos  espaços. Se não temos espaços na outra Bienal, vamos aproveitar e fazer os nossos".

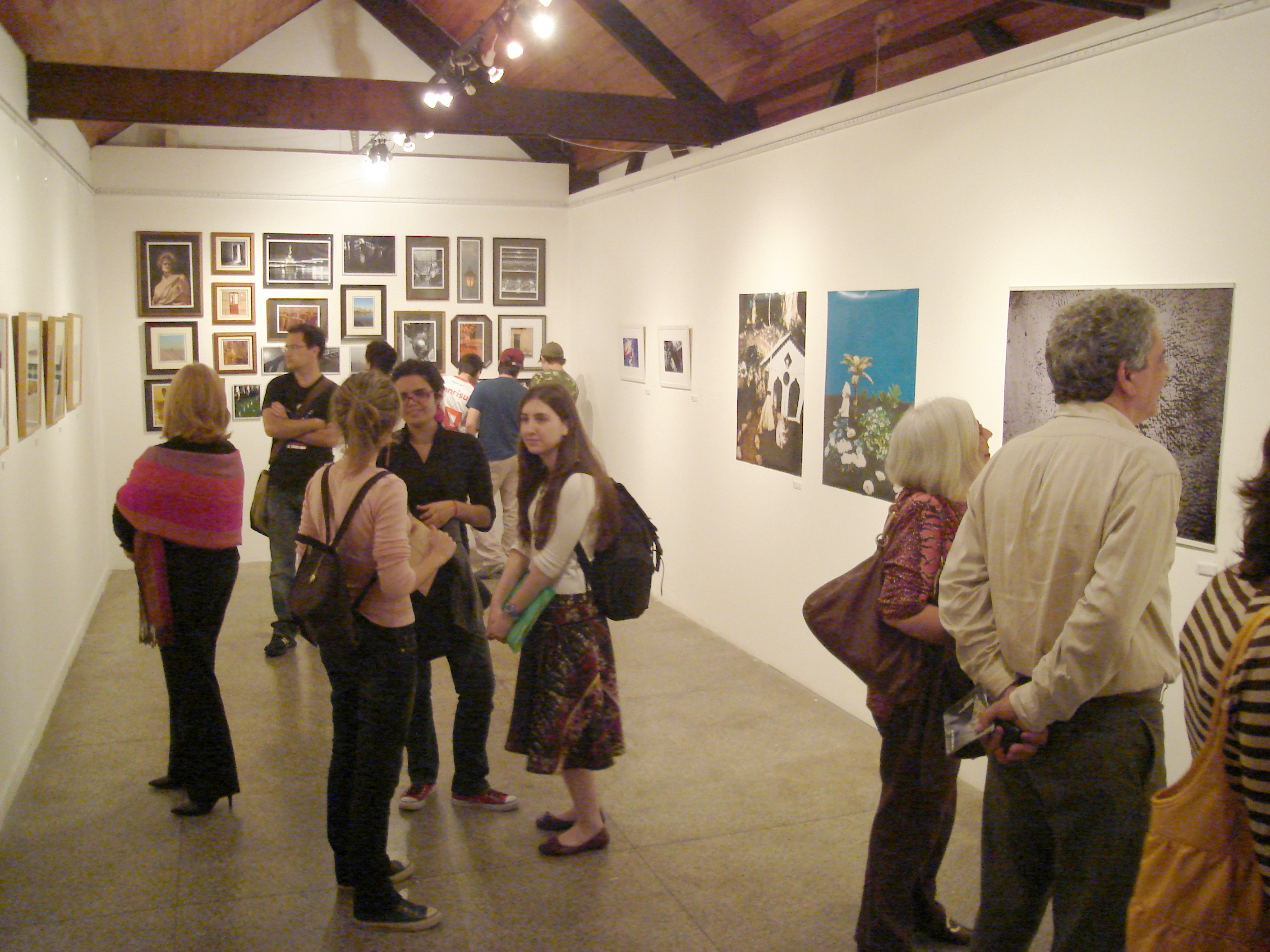
Exposição de fotografias na Casa de Cultura Mário Quintana, parte das atividades da 1ª Bienal B

Não havia um local determinado para a mostra, que ocorreu de maneira dispersa em vários espaços da cidade, contando com apoio de várias instituições e espaços culturais, como a Casa de Cultura Mário Quintana, o Memorial do Ministério Público, o SESC Alberto Bins, o StudioClio, o Espaço Cultural Rotta Ely, a Galeria Subterrânea, o Arquivo Público do Rio Grande do Sul e a Associação Chico Lisboa, entre outros.
A 1ª edição foi um dos principais eventos paralelos da Bienal do Mercosul e chamou grande atenção da mídia. Participaram 313 artistas, que expuseram em 40 espaços e fizeram diversas intervenções nas ruas da cidade. Também foram programadas oficinas de arte, ações educativas e debates com o público. Sua campanha publicitária usou o slogan "Outras Perspectivas" para enfatizar sua proposta de abrir uma discussão sobre o sistema de artes e apresentar uma nova visão de mundo através da arte contemporânea. A campanha foi premiada com o Prêmio Profissionais do Ano Região Sul, oferecido pela Rede Globo.

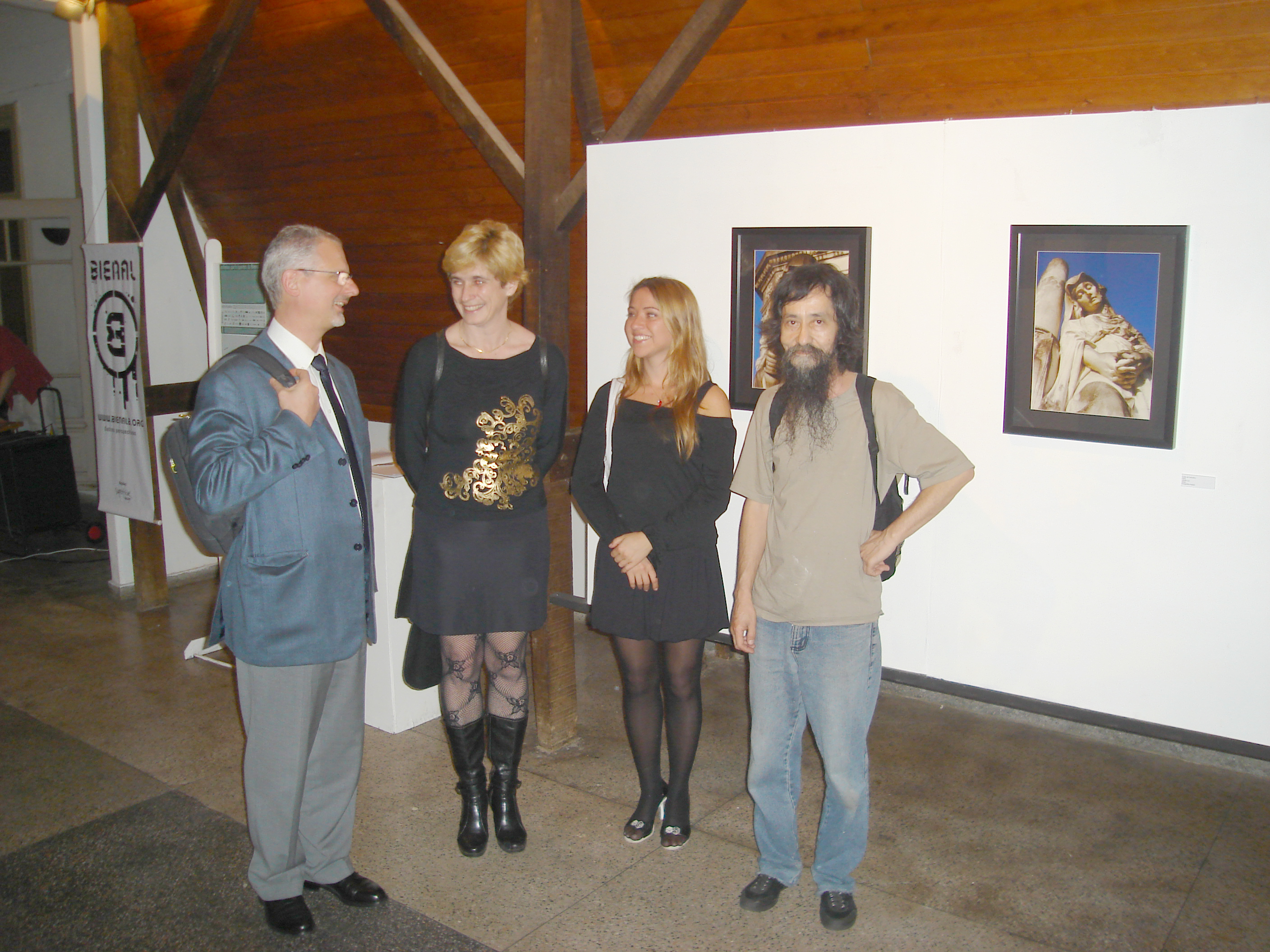
A idealizadora Gaby Benedict, a segunda pessoa da esquerda para a direita, na abertura da seção fotográfica na Casa de Cultura

A mostra se caracterizou pela sua estrutura colaborativa, informal e des-hierarquizada, não havia uma curadoria formal, todos os artistas que apresentaram currículo e portfólio comprovando sua carreira puderam participar, embora houvesse uma comissão encarregada de "articular conceitos", selecionar as obras propostas e determinar onde seriam expostas. Nas palavras de Gaby Benedict, a principal idealizadora do projeto, a seleção foi realizada "por uma comissão qualificada que seleciona propostas realmente capazes de mostrar ao público uma unidade artística original, um conceito poético, e bem menos comprometidos com a noção de estética pela estética". Segundo a crítica Bianca Knaak, foi um evento "organizado de forma surpreendentemente inclusiva e intensiva".
A 2ª edição em 2009 contou com a participação de 266 artistas, que expuseram obras em 38 locais, entre eles a Galeria Arte&Fato, as sedes regionais do IPHAN e do IAB, o Espaço Cultural Rotta Ely e a Galeria Subterrânea. Ao mesmo tempo, foi organizado na Unisinos o 1º Fórum de Ações Pedagógicas em Instituições Culturais, além de ações educativas e cursos para o público. Esta edição foi distinguida com o Prêmio Açorianos na categoria Destaque em Projeto Alternativo de Produção Plástica.
A 3ª e última edição ocorreu em 2010, exibindo em cerca de 30 espaços as obras de cerca de 250 artistas. Esta edição recebeu algumas críticas por ter adotado o sistema de edital para seleção, introduzindo várias exigências que aproximaram o evento do modelo dos salões convencionais. Além disso, embora o projeto tivesse sido aprovado na Lei Rouanet, a captação de financiamento fracassou.

## Legado
Apesar de o projeto ter realizado apenas três edições, segundo André Venzon, diretor do Museu de Arte Contemporânea do Rio Grande do Sul, a Bienal B foi um dos eventos importantes que surgiram no estado recentemente no campo das artes visuais. A pesquisadora Dânia Moreira expressou a mesma opinião, e escrevendo enquanto a 3ª edição estava em andamento, com perspectivas incertas de continuidade, disse que "o certo é que [a Bienal B] marcou de alguma forma a cena das artes em Porto Alegre e tem reunido um grande número de artistas". Para o pesquisador Tiago Balem, o evento "agitou o circuito artístico da cidade".